# 赫斯特号护航驱逐舰
赫斯特号护航驱逐舰（英語：USS Hurst，舷号：DE-250），是美国海军于第二次世界大战期间建造的一艘埃德索尔级护航驱逐舰，其舰名取自两度获颁杰出飞行十字勋章的埃德温·威廉·赫斯特（USS Hurst (DE-250)）上尉。
该舰由上尉的遗孀珍妮特·哈里斯·赫斯特（Edwin William Hurst）女士冠名，于1943年1月27日在德克萨斯州休斯敦布朗造船公司铺设龙骨，随后于1943年4月14日下水。1943年8月30日，赫斯特号正式服役，交由布雷特·哈特·布拉利尔（Bret Hart Brallier）少校指挥。

## 设计与装备
埃德索尔级护航驱逐舰的设计与巴克利级护航驱逐舰类似，均采用长船体并建有较高的舰桥。该级护航驱逐舰配备3英寸（76毫米）50倍径单装主炮，后续曾计划更换为5英寸（127毫米）38倍径主炮，但最终没有执行。该级护航驱逐舰由4台费尔班克斯-莫尔斯38D8-1/8-10内燃机提供动力，总功率最高可达6000匹马力，最高航速21节。其燃料舱可携带312吨重油，在12节航速下航程可达11000海里。此外，该级舰船还配备有较完善的侦查搜索系统，包括SL或SU水面雷达、SA对空雷达、QC声呐系统以及用于监听潜艇无线电的HF/DF天线。

## 服役历史
1943年9月3日，赫斯特号离开休斯敦前往加尔维斯顿装载弹药物资，随后于12日出发前往百慕大进行试航调整。11月，她返回南卡罗来纳州查尔斯顿短暂休整，随后护送一批船队前往加勒比地区。11月29日，她返抵弗吉尼亚州诺福克并于当地加入第20护航中队。12月14日，赫斯特号护送船团跨越大西洋前往卡萨布兰卡，随后于1944年1月24日返回纽约。
短暂休整后，赫斯特号前往缅因州卡斯柯湾参加炮术和反潜训练。2月23日，她再次护送船团由纽约出发前往欧洲，2天后，队内的2艘商船因巨浪相撞沉没，幸存者随后被附近护航船只救起。3月5日，赫斯特号抵达北爱尔兰伦敦德里，一周后，她护送另一批船团返航。此后直至1945年6月11日，赫斯特号共完成了不少于10次护航任务。
返回美国本土后，赫斯特号和中队内的其他舰船一起前往切萨皮克湾和关塔那摩湾训练，随后她启程经巴拿马运河和圣迭戈前往夏威夷，最终于7月26日抵达珍珠港。8月27日，赫斯特号结束与潜艇一同开展的演习，启程前往萨摩亚群岛。9月25日，她顺利抵达帕果帕果，此后的数周内，她先后驻留萨摩亚、斐济、社会群岛的多个岛屿并派遣士兵登岛搜寻失踪人员和可能的敌军残部。11月3日，赫斯特号启程返回美国东岸，她先后途经珍珠港、圣迭戈和巴拿马运河，最终于12月10日抵达纽约。
1946年5月1日，赫斯特号在格林科夫斯普林斯退役并转入美国海军预备舰队，1947年1月，她被转移至奥兰治封存。1972年12月1日，赫斯特号自美国海军除籍，随后于次年10月1日被转交给墨西哥海军，更名为曼纽尔·阿苏埃塔准将号（ARM Comodoro Mandel Azueta）。
曼纽尔·阿苏埃塔准将号前期作为训练舰服役于墨西哥湾舰队，1994年，她接受了现代化改造，3座原装主炮均被拆除，替换为1座包含火控系统的奥托梅莱拉76毫米舰炮和1座四联装40mm防空炮塔。1998年，该舰恢复旧式武器系统。之后，墨西哥海军又拆除了舰上所有火控系统和反潜设备。2001年，曼纽尔·阿苏埃塔准将号被重新归类为驱逐舰，舷号D-111。2015年6月1日，该舰自墨西哥海军退役，随后于2017年11月6日被作为人工礁石凿沉。

## 荣誉
赫斯特号服役期间所获荣誉如下：
|  |  |  |
|  |  |  |

| 美国战役奖章 |                        |                        |
| 亚太战役奖章 | 欧洲-非洲-中东战役奖章 | 第二次世界大战胜利奖章 |

## 历任舰长
| 姓名       | 译名                 | 军衔 | 所属军种       | 任职时间       |
| ---------- | -------------------- | ---- | -------------- | -------------- |
|            | 布雷特·哈特·布拉利尔 | 少校 | 美国海岸警卫队 | 1943年8月30日  |
|            | 爱德华·B·温斯洛      | 少校 | 美国海岸警卫队 | 1944年10月     |
|            | 奥斯卡·F·昂          | 上尉 | 美国海岸警卫队 | 1945年10月30日 |
| 参考文献： |                      |      |                |                |